# El ángel desnudo
El ángel desnudo Brasil: O Anjo Nu  é um filme do gênero drama da Argentina lançado em 1946.

## Sinopse
Para emprestar dinheiro a um homem em falência, um escultor coloca a bela filha adolescente deste para posar nua para ele.

## Elenco
- Olga Zubarry ... Elsa Las Heras
- Guillermo Battaglia ... Guillermo Lagos Renard
- Carlos Cores ... Mario
- Eduardo Cuitiño ... Gaspar Las Heras
- Ángel Orrequia ... Vargas
- Fedel Despres ... Diana
- Cirilo Etulain ... Morales
- José de Ángelis ... Prefeito
- Orestes Soriani ... Presidente da Sociedade de Críticos de Arte
- Cecilio de Vega ... ubois
- José De Ángelis